# Brigade de vérification des comptabilités informatisées
Les brigades de vérification des comptabilités informatisées (BVCI) sont une des structures du contrôle fiscal en France, spécialisées dans le contrôle fiscal des comptabilités informatisées (CFCI). Elles assistent en particulier la direction des Vérifications nationales et internationales (DVNI) de la direction générale des Finances publiques (DGFiP), dépendant du ministère de l'Économie et des Finances.
Les BVCI sont composées d'auditeurs informaticiens : des inspecteurs des finances publiques ayant en plus la qualification d'analyste.
Les inspecteurs des BVCI interviennent sur demande et en appui des vérificateurs DGFiP, lorsque ceux-ci déterminent que l'état ou la complexité de l'infrastructure informatique de l'entreprise contrôlée le nécessite
Et ceci :
- soit pour lever un  doute sur la réalité des chiffres issus des déclarations et de la comptabilité ;
- soit pour s'assurer que la production des résultats par l'outil informatique a été réalisée dans le respect des dispositions relatives à la tenue de la comptabilité par un outil informatique (cf. article L13 IV du Livre des procédures fiscales[3]) ;
- soit pour utiliser simplement les données, voire les moyens techniques, de l'informatique de l'entreprise contrôlée aux fins des opérations de contrôle.

Les modalités de contrôle possibles sont décrites à l'article L47 A du Livre des procédures fiscales.